# 圣罗克 (安德尔-卢瓦尔省)
圣罗克（法語：Saint-Roch，法語發音：[sɛ̃ ʁɔk] ⓘ）是法国安德尔-卢瓦尔省的一个市镇，属于图尔区。

## 地理
圣罗克（47°26'43"N, 0°34'45"E）面积4.75 平方千米，位于法国中央-卢瓦尔河谷大区安德尔-卢瓦尔省，该省份为法国中西部省份，北起萨尔特省、东北接卢瓦-谢尔省，东南接安德尔省，南至维埃纳省，西临曼恩-卢瓦尔省。
与圣罗克接壤的市镇（或旧市镇、城区）包括：桑布朗赛、沙朗蒂伊、丰代特、吕讷、佩尔奈。

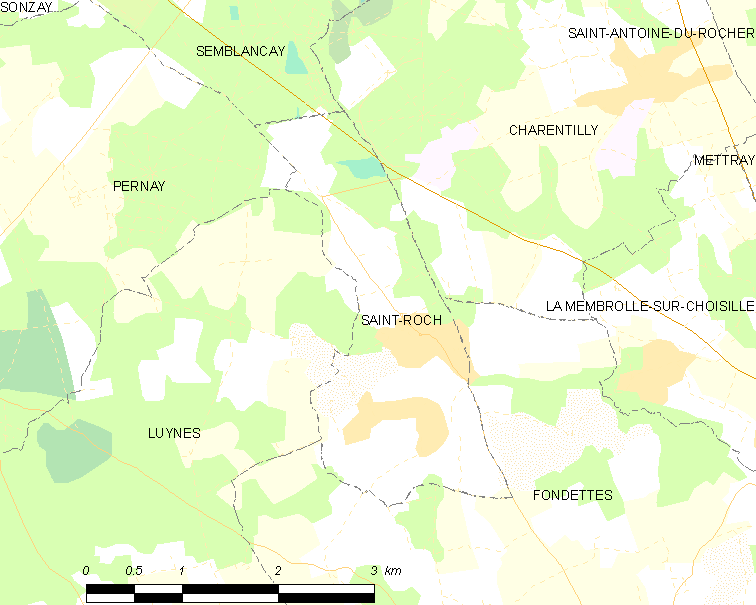
的OSM定位图

圣罗克的时区为UTC+01:00、UTC+02:00（夏令时）。

## 行政
圣罗克的邮政编码为37390，INSEE市镇编码为37237。

## 政治
圣罗克所属的省级选区为雷诺堡县。

## 人口

1962-2008年间人口变化图示

圣罗克于2022年1月1日时的人口数量为1335人。